# Euprotomus aurisdianae
Euprotomus aurisdianae is een slakkensoort uit de familie Strombidae. De wetenschappelijke naam werd gepubliceerd in 1758 door Carl Linnaeus in de tiende editie van Systema naturae.
E. aurisdianae is de typesoort van het geslacht Euprotomus.

## Voorkomen
De soort komt voor in de Westelijke Pasifische Oceaan. De soort is niet aanwezig in de Indische Oceaan, waar Euprotomus aurora zit. De soort komt voornamelijk voor op de Filipijnen, maar zit ook op de Salomonseilanden.
Volgens een verslag van Jeanette en Scott Johnson, zou er een dood/leeg exemplaar van E. aurisdianae zijn aangetroffen op het atol Kwajalein, Marshalleilanden. Dit exemplaar was door henzelf gevonden op een diepte van 40 meter in 1976.

## Herkennen
Euprotomus aurisdianae zit in een complex van drie soorten: E. bulla, E. aurisdianae en E. aurora
E. aurisdianae is te herkennen aan de drie rijen nodules op de rug van de schelp. Ook zijn er duidelijke ribbels te zien. De mond is oranje.